# سامان (رقص)
سامان (انگلیسی: Saman) (یا رقص هزار دست) یکی از محبوب‌ترین رقص‌ها در اندونزی است. منشأ آن از یک گروه قومی دراستان آچه، اندونزی است، و به‌طور معمول برای جشن گرفتن موارد مهم انجام می‌شود.